# 小山良男
小山 良男（こやま よしお、1980年7月14日 - ）は、神奈川県川崎市出身の元プロ野球選手（捕手）。

## 経歴
川崎市立平間中学校では中本牧リトルシニアに所属（後に横浜高校、中日でもチームメイトとなる小池正晃も所属していた）、1995年全日本中学野球選手権大会 ジャイアンツカップで優勝。シニア日本代表に選抜される。この時のメンバーに松坂大輔がおり、小池ら他のチームメイトと共に松坂に一緒に横浜高校に行こうと誘う。横浜高校では上地雄輔に代わり正捕手となり、3年時は渡辺元智監督に主将に任命され、松坂とバッテリーを組み、小池や後藤武敏らと共に1998年の甲子園春夏連覇及びかながわ・ゆめ国体で優勝を果たした。中村順司前PL監督が指揮を執る第3回AAAアジア選手権大会日本代表では寺本四郎･杉内俊哉･久保康友･上重聡ら松坂以外の投手からも全幅の信頼を置かれ優勝に貢献。
亜大では1年から正捕手となり、高校先輩の松井光介（社会人でも組む）と2年時の大学選手権優勝。4年時は主将を務め同期の木佐貫洋、永川勝浩らとバッテリーを組み2002年の大学選手権、明治神宮大会で優勝。東都大学リーグ通算96試合出場、336打数88安打、打率.262、3本塁打、39打点。ベストナイン2回の実績を残す。4年生（2002年）の夏には山中正竹（法政大）監督が指揮を執る第1回世界大学野球選手権日本代表にも選出され3位入賞。大学卒業後は社会人野球のJR東日本に入社（同期入社に工藤隆人）。硬式野球部に所属して第74回都市対抗野球大会に出場し、翌年の第75回都市対抗野球大会では鷺宮製作所の補強選手として出場。その後、2004年のドラフト会議で中日ドラゴンズから8巡目で指名され、下位指名ながら8000万円という破格の推定契約金で入団。
ルーキーイヤーの2005年、即戦力として期待され一軍に昇格。5試合に出場してプロ初安打、初打点を記録（これが一軍で記録した最後の安打、打点となる）。2006年はわずか3試合の出場であったが、日本シリーズ有資格者にも選ばれた。2007年は一軍ではわずか1試合の出場で二軍でもルーキーの田中大輔が正捕手として定着した為、出場機会も減少。2008年は一度も一軍に昇格することなく、オフに戦力外通告を受け現役引退、ブルペン捕手へ転身。
2009年の松坂が2大会連続MVP選出された第2回WBC日本代表にブルペン捕手として参加した。
2016年より一軍捕手コーチに就任したが、開幕わずか3試合目で小川将俊と入れ替わる形で二軍バッテリーコーチに配置転換された。
2017年は育成コーチを担当する。
2017年11月29日、中日ドラゴンズ育成コーチを退任し、編成部スカウトとなることが発表された。

## 人物
シニア日本代表に選抜された際に、のちにバッテリーを組むことになる松坂大輔と出会っている。この時すでに横浜高校に進学が決まっていた小山が、帝京高校と横浜高校で迷っていた松坂を誘ったことが、松坂が横浜高入りするきっかけとなった。
アマチュア野球の指導者を目指して高校の教員免許も取得していたが、同期である松坂世代の活躍に刺激を受けてプロ入りを決意（プロ経験者でも高校野球の指導者になれるようになった事情もある）。中日に指名されたきっかけは、監督の落合博満が著書に掲載する写真の撮影のためJR東日本を訪れた際に監督の目に留まったからだという。
中学（中本牧シニア）・高校・大学とそれぞれの所属チームで日本一を経験しており、さらにプロでも2007年に中日で日本一を経験。アマチュア、プロでそれぞれ日本一を経験している選手である。
WBC優勝後のシャンパンファイトでは、イチロー、松坂、稲葉篤紀、城島健司、岩隈久志に続いて、周りの「ヨシオ」コールの中で小山も胴上げされた。この事について松坂は、「大会中自分の他、ピッチャーの球を受け続けた彼が胴上げに値すると、投手陣が当然の感覚として湧き上がった気持ちだと思う。」という旨をテレビの取材で告白している。

## 詳細情報

### 年度別打撃成績
| 年 度     | 球 団     | 試 合 | 打 席 | 打 数 | 得 点 | 安 打 | 二 塁 打 | 三 塁 打 | 本 塁 打 | 塁 打 | 打 点 | 盗 塁 | 盗 塁 死 | 犠 打 | 犠 飛 | 四 球 | 敬 遠 | 死 球 | 三 振 | 併 殺 打 | 打 率 | 出 塁 率 | 長 打 率 | O P S |
| --------- | --------- | ----- | ----- | ----- | ----- | ----- | -------- | -------- | -------- | ----- | ----- | ----- | -------- | ----- | ----- | ----- | ----- | ----- | ----- | -------- | ----- | -------- | -------- | ----- |
| 2005      | 中日      | 5     | 10    | 10    | 0     | 2     | 1        | 0        | 0        | 3     | 1     | 0     | 0        | 0     | 0     | 0     | 0     | 0     | 3     | 0        | .200  | .200     | .300     | .500  |
| 2006      | 中日      | 3     | 2     | 1     | 0     | 0     | 0        | 0        | 0        | 0     | 0     | 0     | 0        | 0     | 0     | 1     | 0     | 0     | 0     | 0        | .000  | .500     | .000     | .500  |
| 2007      | 中日      | 1     | 1     | 1     | 0     | 0     | 0        | 0        | 0        | 0     | 0     | 0     | 0        | 0     | 0     | 0     | 0     | 0     | 1     | 0        | .000  | .000     | .000     | .000  |
| 通算：3年 | 通算：3年 | 9     | 13    | 12    | 0     | 2     | 1        | 0        | 0        | 3     | 1     | 0     | 0        | 0     | 0     | 1     | 0     | 0     | 4     | 0        | .167  | .231     | .250     | .481  |

### 年度別守備成績
| 年 度 | 捕手 | 捕手 | 捕手 | 捕手 | 捕手 | 捕手 | 捕手   | 捕手   | 捕手   | 捕手   | 捕手   |
| 年 度 | 試合 | 刺殺 | 補殺 | 失策 | 併殺 | 捕逸 | 守備率 | 企図数 | 許盗塁 | 盗塁刺 | 阻止率 |
| ----- | ---- | ---- | ---- | ---- | ---- | ---- | ------ | ------ | ------ | ------ | ------ |
| 2005  | 4    | 6    | 0    | 0    | 0    | 0    | 1.000  | 2      | 0      | 0      | .000   |
| 2006  | 1    | 1    | 0    | 0    | 0    | 0    | 1.000  | 0      | 0      | 0      | -      |
| 通算  | 5    | 7    | 0    | 0    | 0    | 0    | 1.000  | 2      | 0      | 0      | .000   |

### 背番号
- 37 （2005年 - 2008年）
- 95 （2009年 - 2013年）
- 97 （2014年）
- 102（2015年）
- 90 （2016年）
- 98 （2017年）